# پیلیش‌سنت‌ایوان
پیلیش‌سِنت‌ایوان (به مجاری:  Pilisszentiván) یک شهرداری در مجارستان است که در ناحیه پیلیش‌ووروش‌وار واقع شده‌است. پیلیش‌سنت‌ایوان ۸٫۱۲ کیلومتر مربع مساحت و ۴٬۲۷۸ نفر جمعیت دارد.